# Acanthopolymastia acanthoxa
Acanthopolymastia acanthoxa är en svampdjursart som först beskrevs av Koltun 1964.  Acanthopolymastia acanthoxa ingår i släktet Acanthopolymastia och familjen Polymastiidae. Inga underarter finns listade i Catalogue of Life.